# يوشيو ساكاي
يوشيو ساكاي (باليابانية: 酒井義雄؛ بالكانا: さかい よしお) هو لاعب هوكي الحقل ياباني، (ولد في طوكيو في اليابان 1910  م).

## وصلات خارجية
- يوشيو ساكاي على موقع أوليمبيديا (الإنجليزية)